# Dolina Cocora
Dolina Cocora (špansko Valle del Cocora) je dolina v departmaju Quindío v državi Kolumbija. Leži v Cordilleri Central v Andih. Cocora je bilo ime quimbajanske princese, hčerke lokalnega poglavarja Acaimeja, in pomeni "zvezda vode" (špansko estrella de agua).
Dolina je del narodnega naravnega parka Los Nevados, ki ga je kolumbijska vlada leta 1985 vključila v obstoječi narodni park. Je glavna lokacija, kjer lahko najdemo narodno drevo Kolumbije, voščeno palmo Quindío (Ceroxylon quindiuense), ter številne druge rastline in živali (nekatere ogrožene), ki so vse zaščitene pod statusom parka.

## Lega
Dolina Cocora leži ob zgornjem toku reke Quindío, glavne reke istoimenskega departmaja, na nadmorski višini med 1800 in 2400 metri. Dolina je približno 24 km severovzhodno od glavnega mesta departmaja, Armenie in je dostopna prek križišča z avtoceste Armenia-Pereira, ki poteka preko Boquie do mesta Salento. Vozila (bodisi osebni avtomobili ali džip taksiji iz Salenta) lahko nato potujejo še 11 km naprej v dolino do "Cocora", niza kampov in restavracij - drugi deli doline so dostopni le peš po številnih poteh ali na konju.
Dolina Cocora je del večjega narodnega parka, narodnega naravnega parka Los Nevados (špansko Parque Nacional Natural de Los Nevados). Park obsega skupno površino 58.000 hektarjev (580 km²) , vključno s severovzhodnim delom Quindía.

## Zagodovina zaščite
Da bi preprečili izkoriščanje voščene palme in ogrožanje endemičnih vrst, odvisnih od palme, predvsem zaradi praznovanja Cvetne nedelje, je vlada Belisaria Betancurja predlagala ustanovitev zatočišča za divje živali in ohranitev voščene palme kot nacionalnega simbola Kolumbije. Zakon 61 iz leta 1985 je bil ratificiran 16. septembra 1985 z naslednjimi pogoji:
- 1. Vrsta z znanstvenim imenom ceroxylon quindiuense in splošno znana kot voščena palma je razglašena za narodno drevo in simbol Kolumbije.
- 2. V skladu z načrti in razvojnimi programi je nacionalna vlada pooblaščena za izvajanje ustreznih finančnih transakcij, pridobivanje posojil in podpisovanje potrebnih pogodb za pridobitev zemljišč v Cordilleri Central, kjer ni v lasti države in ustvariti enega ali več narodnih parkov ali svetišč za prostoživeče živali z namenom ohranjanja tega nacionalnega simbola in ohranjanja njegovega naravnega okolja.
- 3. Posek voščene palme je prepovedan in se kaznuje z denarno kaznijo, ki se lahko spremeni v pripor v občini, kjer je bil prekršek storjen, v skladu z odlokom-zakonom 2811 iz leta 1974.
- 4. Ta zakon začne veljati z dnem uveljavitve.

## Podnebje
Za dolino Cocora je zaradi svoje nadmorske višine značilno zmerno vreme. Prevladujoče zahodne vetrove iz Tihega oceana ustavljajo Andi in ustvarjajo vlažno okolje, ki je ugodno za rast oblačnih gozdov na višjih nadmorskih višinah: dež pada skoraj vsak dan. Temperature se močno razlikujejo, tudi v enem dnevu. Povprečna letna temperatura je 15 °C, največ 25 °C in najmanj 12 °C.
Köppen-Geigerjev sistem klasifikacije podnebja uvršča podnebje v subtropsko visokogorje (Cfb).

## Galerija
- Valle de Cócora
- Voščene palme
- Pobočje z voščenimi palmami v Valle de Cócora
- Valle de Cócora

## Rastlinstvo in živalstvo
V dolini je večina preostalih voščenih palm (Ceroxylon quindiuense). Druge rastline in živali, ki jih lahko najdemo v dolini, so:

### Rastlinstvo
- Dissocarpus rospigliosi
- Tibouchina lepidota
- Weinmannia tormentosa
- navadna arnika
- Espeletia
- puya

### Živalstvo
- gorski tapir (Tapirus pinchaque)
- medved očalar (Tremarctos ornatus)
- puma (Puma concolor)
- lenivci
- rumenouha papiga (Ognorhynchus icterotis)
- črnokljuni tukan (Andigena nigrirostris)
- andski guan (Penelope montagnii)
- Andski kondor (Vultur gryphus)
- kolibriji (Trochilidae)

3 km severovzhodno od "Cocore" navzgor po makadamski stezi je kmetija La Montaña, kjer je drevesnica za voščene palme.
5 km vzhodno od Cocore po poti, do katere se pride peš ali na konju, je naravni rezervat Acaime. V rezervatu je od 6 do 8 vrst kolibrijev, pa tudi drugih ptic in prostoživečih živali, in center za obiskovalce in restavracija.

## Turizem
Dolina Cocora je zelo priljubljena turistična destinacija v Kolumbiji. Večina obiskovalcev dnevno obišče Salento ali pa pride zaradi obsežnih možnosti za kampiranje in pohodništvo v dolini in narodnem parku. Druge pogoste dejavnosti so opazovanje ptic, gorsko kolesarjenje, jahanje, rafting, slikoviti leti in plavanje v rekah. Lokalne restavracije so specializirane za kuhanje lokalno gojene sladkovodne postrvi na več načinov, predvsem pečenih in postreženih v različnih omakah s patacones (bananini ocvrtki).